# Marathon van Honolulu 2004
De marathon van Honolulu 2004 vond plaats op 12 december 2004. Het was de 32e editie van deze marathon. 
Bij de mannen won Jimmy Muindi de wedstrijd en verbeterde met zijn 2:11.12 het parcoursrecord. De Russische Ljoebov Morgoenova was de snelste vrouw en won de wedstrijd in 2:27.33.
In totaal finishten er 22.314 marathonlopers, waarvan 11.593 mannen en 10.721 vrouwen.

## Uitslagen

### Mannen
| rang   | naam             | land | tijd    |
| ------ | ---------------- | ---- | ------- |
| Goud   | Jimmy Muindi     | KEN  | 2:11.12 |
| Zilver | David Mutua      | KEN  | 2:12.52 |
| Brons  | Mbarak Hussein   | KEN  | 2:14.00 |
| 4      | Boniface Usisivu | KEN  | 2:14.20 |
| 5      | Mathew Sigei     | KEN  | 2:14.48 |
| 6      | Eric Kimaiyo     | KEN  | 2:18.28 |
| 7      | Junichi Watanabe | JPN  | 2:27.14 |
| 8      | Gudisa Shentema  | ETH  | 2:27.15 |
| 9      | Jason Louttit    | CAN  | 2:27.28 |
| 10     | Naoki Hirasawa   | JPN  | 2:30.03 |

### Vrouwen
| rang   | naam               | land | tijd    |
| ------ | ------------------ | ---- | ------- |
| Goud   | Ljoebov Morgoenova | RUS  | 2:27.33 |
| Zilver | Eri Hayakawa       | JPN  | 2:28.10 |
| Brons  | Albina Ivanova     | RUS  | 2:33.44 |
| 4      | Alevtina Ivanova   | RUS  | 2:35.48 |
| 5      | Tatjana Petrova    | RUS  | 2:36.34 |
| 6      | Mina Ogawa         | JPN  | 2:38.34 |
| 7      | Junko Suzuki       | JPN  | 2:50.40 |
| 8      | Saguri Kusutani    | JPN  | 2:53.48 |
| 9      | Jeannie Wokasch    | USA  | 2:55.01 |
| 10     | Mari Tanigawa      | JPN  | 2:56.18 |

1973 ·
1974 ·
1975 ·
1976 ·
1977 ·
1978 ·
1979 ·
1980 ·
1981 ·
1982 ·
1983 ·
1984 ·
1985 ·
1986 ·
1987 ·
1988 ·
1989 ·
1990 ·
1991 ·
1992 ·
1993 ·
1994 ·
1995 ·
1996 ·
1997 ·
1998 ·
1999 ·
2000 ·
2001 ·
2002 ·
2003 ·
2004 ·
2005 ·
2006 ·
2007 ·
2008 ·
2009 ·
2010 ·
2011 · 
2012 · 
2013 ·  
2014 ·  
2015 ·  
2016 ·  
2017